# Liste de ponts de Suisse
Cette liste de ponts de Suisse a pour vocation de présenter une liste de ponts remarquables de Suisse, tant par leurs caractéristiques dimensionnelles, que par leur intérêt architectural ou historique.

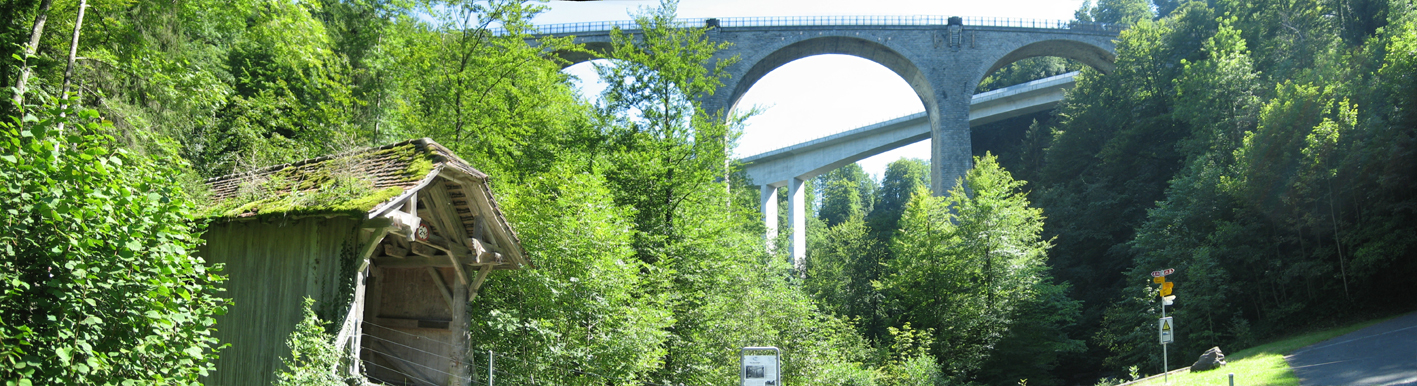
Les ponts de la gorge de la Lorze.

Elle est présentée sous forme de tableaux récapitulant les caractéristiques des différents ouvrages proposés, et peut-être triée selon les diverses entrées pour voir ainsi un type de pont particulier ou les ouvrages les plus récents par exemple. La seconde colonne donne la classification de l'ouvrage parmi ceux présentés, les colonnes Portée et Long. (longueur) sont exprimées en mètres et enfin Date indique la date de mise en service du pont.

## Ponts présentant un intérêt historique
|                                            |    | Nom                                    | Distinction | Long. | Type                                                    | Voie portée Voie franchie                            | Date         | Localisation                                                | Canton                   | Ref.             |
| ------------------------------------------ | -- | -------------------------------------- | --- | ----- | ------------------------------------------------------- | ---------------------------------------------------- | ------------ | ----------------------------------------------------------- | ------------------------ | ---------------- |
| Kapellbrücke                               | 1  | Pont de Lucerne                        | Plus ancien pont couvert en bois d'Europe Bien culturel d'importance nationale (A)                                                        | 204   | Pont couvert en bois                                    | Pont piétonnier Reuss                                | 1333         | Lucerne 47° 03′ 05,4″ N, 8° 18′ 26,6″ E                     | Lucerne                  | [ A 1 ] [ S 1 ]  |
| Spreuerbrücke                              | 2  | Spreuerbrücke                          | Bien culturel d'importance nationale (A)                                                                                                  |       | Pont couvert en bois                                    | Pont piétonnier Reuss                                | 1408         | Lucerne 47° 03′ 06,2″ N, 8° 18′ 05,6″ E                     | Lucerne                  | [ A 1 ] [ S 2 ]  |
| Neubrügg                                   | 3  | Neubrügg                               | Bien culturel d'importance nationale (A)                                                                                                  |       | Pont couvert en bois                                    | Stuckishausstrasse - Neubrückstrasse Aar             | 1535         | Berne - Bremgarten bei Bern 46° 58′ 25,5″ N, 7° 25′ 41,2″ E | Berne                    | [ A 2 ] [ S 3 ]  |
| Reussbrücke Bremgarten                     | 4  | Pont couvert de Bremgarten             | |       | Pont couvert en bois                                    | Pont piétonnier Reuss                                | 1549         | Bremgarten 47° 21′ 01″ N, 8° 20′ 25,2″ E                    | Argovie                  | [ S 4 ]          |
|                                            | 5  | Pont en bois d'Aarberg                 | Bien culturel d'importance nationale (A)                                                                                                  |       | Pont couvert en bois                                    | Bärenplatz - Stadtplatz Aar                          | 1567         | Aarberg 47° 02′ 36,9″ N, 7° 16′ 27,2″ E                     | Berne                    | [ A 2 ] [ S 5 ]  |
|                                            | 6  | Premier pont du Diable détruit en 1888 | |       | Maçonnerie 1 arche plein cintre                         | Ancienne route du col du Saint-Gothard Reuss         | 1587         | Andermatt 46° 38′ 50,7″ N, 8° 35′ 25,6″ E                   | Uri                      | [ 1 ]            |
| Holzbrücke Fribourg                        | 7  | Pont de Berne                          | Bien culturel d'importance nationale (A)                                                                                                  | 40    | Pont couvert en bois                                    | Place du Petit-Saint-Jean - Rue des Forgerons Sarine | 1653         | Fribourg 46° 48′ 15,4″ N, 7° 10′ 08,3″ E                    | Fribourg                 | [ A 3 ]          |
|                                            | 8  | Pont des Sauts                         | Bien culturel d'importance nationale (B)                                                                                                  |       | Maçonnerie 2 arches segmentaires, 2 dos d'ânes          | Pont piétonnier Verzasca                             | XVIIe siècle | Lavertezzo 46° 15′ 11,4″ N, 8° 50′ 34,2″ E                  | Tessin                   | [ B 1 ]          |
|                                            | 9  | Pont couvert de Bad Säckingen          | Bien culturel d'importance nationale (A)                                                                                                  | 204   | Pont couvert en bois                                    | Pont piétonnier Rhin                                 | 1700         | Stein 47° 33′ 05,1″ N, 7° 57′ 05,3″ E                       | Argovie Allemagne        | [ A 4 ] [ S 6 ]  |
| Alte Holzbrücke Rothenburg, Rothbachbrücke | 10 | Vieux pont en bois de Rothenburg       | |       | Pont couvert en bois                                    | Pont piétonnier Rotbach                              | 1717         | Rothenburg 47° 05′ 35,8″ N, 8° 16′ 28″ E                    | Lucerne                  | [ 2 ]            |
| Olten Holzbrücke                           | 11 | Pont couvert d'Olten                   | Bien culturel d'importance nationale (A)                                                                                                  |       | Pont couvert en bois                                    | Pont piétonnier Aar                                  | 1803         | Olten 47° 20′ 58,2″ N, 7° 54′ 18,4″ E                       | Soleure                  | [ A 5 ] [ S 7 ]  |
| Rheinbrücke Rheinau–Altenburg              | 12 | Pont Rheinau-Altenburg                 | Bien culturel d'importance nationale (B)                                                                                                  | 80    | Pont couvert en bois                                    | Zollstrasse Rhin                                     | 1806         | Rheinau - Jestetten 47° 38′ 51,5″ N, 8° 36′ 10,2″ E         | Zurich Allemagne         | [ B 2 ] [ S 8 ]  |
| Holzbrücke Baden                           | 13 | Pont couvert de Baden                  | | 39    | Pont couvert en bois                                    | Pont piétonnier Limmat                               | 1810         | Baden 47° 28′ 21,6″ N, 8° 18′ 38,2″ E                       | Argovie                  | [ S 9 ]          |
|                                            | 14 | Deuxième pont du Diable                | |       | Maçonnerie 1 arche segmentaire                          | Ancienne route du col du Saint-Gothard Reuss         | 1830         | Andermatt 46° 38′ 50,6″ N, 8° 35′ 25,2″ E                   | Uri                      | [ 1 ]            |
|                                            | 15 | Pont de Rueun Punt da Rueun            | Portée : 43 mètres | 44    | Pont couvert en bois                                    | Rhin antérieur                                       | 1840         | Rueun 46° 46′ 26,6″ N, 9° 08′ 49,4″ E                       | Grisons                  | [ S 10 ]         |
|                                            | 16 | Pont de Nydegg                         | Portée principale : 46 mètres Bien culturel d'importance nationale (A)                                                                    | 190   | Maçonnerie 3 arches (1 principale plein cintre)         | Nydeggasse - Grosser Muristalden Aar                 | 1844         | Berne 46° 56′ 54,5″ N, 7° 27′ 30,5″ E                       | Berne                    | [ A 2 ]          |
| Russeintobelbrücke                         | 17 | Pont Russein Punt Grondo               | Portée : 56 mètres Hauteur libre : 45 mètres Bien culturel d'importance nationale (A)                                                     | 61    | Pont couvert en bois                                    | Pont piétonnier Russeinerbach                        | 1857         | Sumvitg 46° 43′ 18,3″ N, 8° 53′ 46,3″ E                     | Grisons                  | [ A 6 ] [ S 11 ] |
|                                            | 18 | Viaduc du Day                          | | 119   | Maçonnerie 1 arche principale elliptique à axe vertical | Lignes Vallorbe-Lausanne Lausanne-Paris (TGV) Orbe   | 1869         | Vallorbe 46° 43′ 20,4″ N, 6° 23′ 45,6″ E                    | Vaud                     |                  |
| Gedeckte Holzbrücke                        | 19 | Pont couvert de Scuol                  | Portée : 39 mètres | 46    | Pont couvert en bois                                    | Pont piétonnier Inn                                  | 1878         | Scuol 46° 47′ 36,7″ N, 10° 17′ 57,7″ E                      | Grisons                  | [ S 12 ]         |
| Kirchenfeldbrücke                          | 20 | Pont de Kirchenfeld                    | Bien culturel d'importance nationale (A)                                                                                                  | 229   | Arc Acier, tablier porté                                | Casinoplatz - Thunstrasse Aar                        | 1883         | Berne 46° 56′ 44,8″ N, 7° 26′ 54,8″ E                       | Berne                    | [ A 2 ]          |
| Eisenbahnbrücke Eglisau                    | 21 | Pont ferroviaire d'Eglisau             | Bien culturel d'importance nationale (B)                                                                                                  | 457   | Treillis Fer forgé                                      | Ligne Eglisau - Neuhausen Rhin                       | 1897         | Eglisau 47° 34′ 39,3″ N, 8° 30′ 37,2″ E                     | Zurich                   | [ B 2 ]          |
|                                            | 22 | Vieux pont de Vaduz-Sevelen            | Frontière Liechtenstein - Suisse | 135   | Pont couvert en bois                                    | Pont piétonnier Rhin                                 | 1901         | Sevelen - Vaduz 47° 07′ 56,9″ N, 9° 30′ 41,9″ E             | Saint-Gall Liechtenstein | [ S 13 ]         |
| Innbruecke Zuoz                            | 23 | Pont de Zuoz                           | L'un des premiers pont de Robert Maillart                                                                                                 | 23    | Arc Béton, tablier porté                                | Dorta 77A Inn                                        | 1901         | Zuoz 46° 35′ 49″ N, 9° 57′ 46″ E                            | Grisons                  |                  |
| Soliser Viadukt                            | 24 | Viaduc de Solis                        | Portée : 42 mètres · Hauteur libre : 85 mètres · Ligne de l'Albula · Patrimoine mondial (2008) · Bien culturel d'importance nationale (B) | 164   | Maçonnerie 1 arche principale plein cintre              | Ligne de l'Albula Albula                             | 1902         | Thusis - Tiefencastel 46° 40′ 45,3″ N, 9° 31′ 48,9″ E       | Grisons                  | [ B 3 ] [ 3 ]    |
| Landwasserviadukt                          | 25 | Viaduc de Landwasser                   | Hauteur : 65 mètres · Ligne de l'Albula · Patrimoine mondial (2008) · Bien culturel d'importance nationale (A)                            | 136   | Maçonnerie 6 arches plein cintre                        | Ligne de l'Albula Landwasser                         | 1903         | Filisur 46° 40′ 51,2″ N, 9° 40′ 34″ E                       | Grisons                  | [ A 6 ] [ 3 ]    |
| Kreisviadukt Brusio                        | 26 | Viaduc circulaire de Brusio            | Ligne de la Bernina · Patrimoine mondial (2008)                                                                                           | 110   | Maçonnerie 9 arches plein cintre                        | Ligne de la Bernina                                  | 1908         | Brusio 46° 15′ 13,2″ N, 10° 07′ 40,8″ E                     | Grisons                  | [ 3 ]            |
| Wiesener Viadukt                           | 27 | Viaduc de Wiesen                       | Portée : 55 mètres Hauteur libre : 88 mètres                                                                                              |       | Maçonnerie 1 arche principale elliptique à axe vertical | Ligne Davos - Filisur Landwasser                     | 1909         | Wiesen 46° 41′ 39,9″ N, 9° 42′ 46,3″ E                      | Grisons                  |                  |
| Bietschtalbrücke                           | 28 | Viaduc de Bietschal                    | |       | Pont à béquille Acier                                   | Ligne du Lötschberg Bietschbach                      | 1913         | Rarogne 46° 19′ 23,1″ N, 7° 48′ 49,6″ E                     | Valais                   |                  |
|                                            | 29 | Troisième pont du Diable               | |       | Maçonnerie 1 arche segmentaire                          | Gotthardstrasse Reuss                                | 1958         | Andermatt 46° 38′ 50,7″ N, 8° 35′ 27″ E                     | Uri                      | [ 1 ]            |
| Mittlere Brücke                            | 30 | Mittlere Brücke                        | Le plus ancien point de passage sur le Rhin encore existant aujourd'hui entre le lac de Constance et la mer du Nord                       | 192   | Maçonnerie 6 arches en anse de panier, granit           | Eisengasse - Greifengasse Rhin                       |              | Bâle 47° 33′ 36,5″ N, 7° 35′ 22,9″ E                        | Bâle-Ville               |                  |

## Ponts présentant un intérêt architectural
Parmi les ouvrages remarquables de Suisse figurent les œuvres de Robert Maillart, ingénieur en génie civil, qui a révolutionné les constructions en béton armé. Il conçut des ouvrages aux architectures jusqu'alors inédites comme le pont de Salginatobel, pont en arc en poutre-caisson à trois articulations qui fut primé "World Monument" en 1991 par l'American Society of Civil Engineers. Outre l'aspect esthétique, sa capacité à affiner ses structures permettait de réduire significativement leurs coûts.
|                    |   | Nom                                | Distinction | Long. | Type                                               | Voie portée Voie franchie      | Date | Localisation                                   | Canton  | Ref.    |
| ------------------ | - | ---------------------------------- | --- | ----- | -------------------------------------------------- | ------------------------------ | ---- | ---------------------------------------------- | ------- | ------- |
| Salginatobelbrücke | 1 | Pont de Salginatobel               | Plus grand arc en caisson à trois articulations lors de son inauguration Portée : 90 mètres Conçu par Robert Maillart Bien culturel d'importance nationale (A) | 132   | Arc Béton, tablier porté                           | Crausch Salgina                | 1924 | Schiers 46° 58′ 54,3″ N, 9° 43′ 05,5″ E        | Grisons | [ A 6 ] |
| Rossgrabenbrücke   | 2 | Pont de Rossgraben                 | Conçu par Robert Maillart Portée : 82 mètres Bien culturel d'importance nationale (A)                                                                          |       | Arc Béton, tablier porté                           | Spielmannswald Rossgraben      | 1932 | Schwarzenburg 46° 49′ 40″ N, 7° 23′ 53,4″ E    | Berne   | [ A 2 ] |
| Schwandbachbrücke  | 3 | Pont de Schwandbach                | Conçu par Robert Maillart Épaisseur de l'arche : 20 centimètres Portée : 37 mètres Bien culturel d'importance nationale (A)                                    |       | Arc Béton, tablier porté                           | Sodbach Schwandbach            | 1933 | Schwarzenburg 46° 49′ 31,3″ N, 7° 19′ 11,6″ E  | Berne   | ,       |
|                    | 4 | Pont de Vessy                      | Conçu par Robert Maillart Bien culturel d'importance nationale (A)                                                                                             |       | Arc Béton, tablier porté                           | Route de Vessy Arve            | 1937 | Genève - Veyrier 46° 10′ 52″ N, 6° 09′ 35,5″ E | Genève  | [ A 7 ] |
|                    | 5 | Pont suspendu du Bhoutan           | Portée : 134 mètres | 134   | Suspendu Acier                                     | Passerelle Illgraben           | 2005 | Loèche 46° 17′ 32,8″ N, 7° 37′ 52,8″ E         | Valais  |         |
|                    | 6 | Passerelle de Soleure              | | 102   | Suspendu Tablier béton, piles béton, pylônes acier | Passerelle Aar                 | 2007 | Soleure 47° 12′ 01,6″ N, 7° 31′ 51,4″ E        | Soleure |         |
|                    | 7 | Pont de la rocade ouest de Soleure | | 390   | Poutres Béton précontraint                         | Gibelinstrasse Aar             | 2008 | Soleure 47° 11′ 58,8″ N, 7° 31′ 47,2″ E        | Soleure |         |
|                    | 8 | Pont de Trift                      | Portée : 170 mètres Hauteur libre : 100 mètres | 170   | Suspendu Acier                                     | Passerelle Triftsee            | 2009 | Gadmen 46° 41′ 39″ N, 8° 21′ 27,2″ E           | Berne   |         |
|                    | 9 | Skywalk Sattel-Hochstuckli         | Portée : 374 mètres Hauteur libre : 58 mètres | 374   | Suspendu Acier                                     | Passerelle Vallée de Lauitobel | 2010 | Sattel 47° 04′ 09,6″ N, 8° 39′ 14″ E           | Schwytz | [ 5 ]   |

## Grands ponts
Ce tableau présente les ouvrages ayant des portées supérieures à 100 mètres ou une longueur totale de plus de 3 000 mètres (liste non exhaustive).
|                               |    | Nom                                     | Portée   | Long. | Type                                                                           | Voie portée Voie franchie                                      | Date | Localisation                                     | Canton                       | Ref.       |
| ----------------------------- | -- | --------------------------------------- | -------- | ----- | ------------------------------------------------------------------------------ | -------------------------------------------------------------- | ---- | ------------------------------------------------ | ---------------------------- | ---------- |
|                               | 1  | Grand pont suspendu démoli en 1923      | 273      |       | Suspendu Tablier en fer forgé, pylônes maçonnerie                              | Pont routier Sarine                                            | 1834 | Fribourg 46° 48′ 23,8″ N, 7° 10′ 00,7″ E         | Fribourg                     | [ Note 1 ] |
| Taminabrücke                  |    | Pont de la Tamina                       | 260      | 416   | Arc Béton, tablier porté                                                       | Tamina                                                         | 2017 | Pfäfers 46° 59′ 24″ N, 9° 29′ 24″ E              | Saint-Gall                   | [ 7 ]      |
| Poyabrücke                    | 2  | Pont de la Poya                         | 196      | 851   | Haubané Tablier mixte acier/béton, pylônes béton                               | Route principale 12 Sarine                                     | 2014 | Fribourg 46° 48′ 46,5″ N, 7° 09′ 54,5″ E         | Fribourg                     |            |
| Ganterbrücke                  | 3  | Pont du Ganter                          | 174      | 678   | Extradossé Tablier poutre-caisson béton précontraint, pylônes et haubans béton | Route principale 9 Route européenne 62 Col du Simplon          | 1980 | Naters 46° 17′ 47,2″ N, 8° 03′ 02,7″ E           | Valais                       |            |
| Brücke über die Dala-Schlucht | 4  | Pont des Gorges de la Dala              | 174      | 209   | Pont à béquille Tablier poutres acier, dalle béton, béquilles acier            | Varenstrasse Dala                                              | 1989 | Varonne - Loèche 46° 19′ 09,2″ N, 7° 37′ 24,7″ E | Valais                       | [ 8 ]      |
| Biaschina-Viadukt             | 5  | Viaduc de Biaschina                     | 160      | 645   | Poutre-caisson Béton précontraint                                              | autoroute A2 Route européenne 35 Tessin                        | 1980 | Giornico 46° 25′ 14,7″ N, 8° 51′ 28,5″ E         | Tessin                       |            |
| Lorraineviadukt               | 6  | Pont ferroviaire sur l'Aar              | 150      | 1092  | Arc Béton, tablier porté                                                       | Ligne Mattstetten-Rothrist Aar                                 | 1941 | Berne 46° 57′ 14,7″ N, 7° 26′ 31,5″ E            | Berne                        |            |
|                               | 7  | Pont sur la Mentue                      | 150      | 571   | Poutre-caisson Béton précontraint                                              | autoroute A1 Route européenne 25 Menthue                       | 1999 | Yvonand 46° 46′ 36,3″ N, 6° 43′ 31,4″ E          | Vaud                         |            |
| Felsenaubrücke                | 8  | Viaduc de Felsenau                      | 144      | 1116  | Poutre-caisson Béton précontraint                                              | autoroute A1 Route européenne 25 Aar                           | 1975 | Berne 46° 58′ 09,2″ N, 7° 26′ 51,6″ E            | Berne                        |            |
| Hundwilertobelbrücke          | 9  | Hundwilertobelbrücke                    | 143      | 269   | Arc Béton, tablier porté                                                       | Urnäsch                                                        | 1992 | Hundwil 47° 21′ 42,3″ N, 9° 18′ 08,7″ E          | Appenzell Rhodes-Extérieures |            |
| Sunnibergbrücke               | 10 | Pont de Sunniberg                       | 140      | 526   | Extradossé Tablier dalle béton, pylônes béton                                  | Hauptstrasse 28 Landquart                                      | 1998 | Klosters-Serneus 46° 53′ 06,3″ N, 9° 51′ 24,9″ E | Grisons                      |            |
| Lorzentobelbrücke             | 11 | Lorzentobelbrücke                       | 138      | 568   | Poutre-caisson Béton précontraint                                              | Aegeristrasse Lorze                                            |      | Baar 47° 10′ 40,9″ N, 8° 33′ 25,9″ E             | Zoug                         |            |
| Fürstenlandbrücke             | 12 | Fürstenlandbrücke                       | 135      |       | Arc Béton, tablier porté                                                       | Zürcher Strasse Sitter                                         | 1940 | Saint-Gall 47° 24′ 27,5″ N, 9° 19′ 19,1″ E       | Saint-Gall                   | [ 9 ]      |
| Vaux-Viadukt                  | 13 | Viaduc des Vaux                         | 130 (x2) | 945   | Mixte acier/béton Bipoutre                                                     | autoroute A1 Route européenne 25 Ruisseau des Vaux             | 1999 | Yvonand 46° 47′ 02,5″ N, 6° 44′ 42,9″ E          | Vaud                         |            |
| Aarebrücke Grenchen-Arch      | 14 | Aarebrücke Grenchen-Arch                | 130      |       | Haubané Tablier poutres acier, pylônes béton                                   | autoroute A5 Aar                                               | 1998 | Granges - Arch 47° 10′ 36,4″ N, 7° 25′ 54,5″ E   | Soleure Berne                |            |
| Rheinbrücke N4                | 15 | Pont de la N4 sur le Rhin à Schaffhouse | 125      | 152   | Haubané Monopylône, tablier dalle béton, pylône incliné béton                  | autoroute A4 Route européenne 41 Rhin                          | 1995 | Schaffhouse 47° 41′ 30,9″ N, 8° 37′ 32″ E        | Schaffhouse                  |            |
|                               | 16 | Pont sur le Krummbach                   | 124      | 621   | Arc Béton, tablier porté                                                       | autoroute A9 Route européenne 62 Diveria                       | 1978 | Simplon 46° 11′ 30″ N, 8° 03′ 53,3″ E            | Valais                       |            |
| Sitterviadukt                 | 17 | Viaduc sur la Sitter                    | 120      | 365   | Treillis Acier, viaducs d'accès maçonnerie                                     | Bodensee Toggenburg Bahn Sitter                                | 1904 | Saint-Gall 47° 24′ 00,12″ N, 9° 19′ 30,4″ E      | Saint-Gall                   |            |
|                               | 18 | Viaduc de la Chocolatière               | 120      | 436   | Arc Béton, tablier porté                                                       | autoroute A9 Route européenne 62 Flon                          | 1964 | Lausanne 46° 32′ 32,3″ N, 6° 38′ 31,8″ E         | Vaud                         | [ 10 ]     |
|                               | 19 | Pont du Gottéron                        | 116      | 176   | Arc Béton, tablier porté                                                       | Gottéron                                                       | 1960 | Fribourg 46° 48′ 15,5″ N, 7° 10′ 18,4″ E         | Fribourg                     |            |
| Kornhausbrücke                | 20 | Pont du Kornhaus                        | 114      | 382   | Arc Acier, tablier porté                                                       | Kornhausstrasse Aar                                            | 1898 | Berne 46° 57′ 01″ N, 7° 26′ 54,1″ E              | Berne                        |            |
| Naninbrücke                   | 21 | Pont Nanin                              | 112      | 192   | Arc Béton, tablier porté                                                       | autoroute A13 Route européenne 43 Moesa                        | 1992 | Mesocco 46° 49′ 42,7″ N, 9° 24′ 54,9″ E          | Grisons                      |            |
| Gueuroz-Brücke                | 22 | Nouveau pont du Gueuroz                 | 109      |       | Pont à béquille Tablier acier, béquilles acier                                 | Rue de la Bâtiaz Trient                                        | 1994 | Vernayaz 46° 07′ 43,8″ N, 7° 02′ 24,7″ E         | Valais                       |            |
| Aarebrücke Arch               | 23 | Aarebrücke Arch                         | 106      | 154   | Arc Acier, tablier suspendu Pont bow-string                                    | Aarestrasse Aar                                                | 1997 | Granges - Arch 47° 10′ 19,4″ N, 7° 25′ 15,7″ E   | Soleure Berne                |            |
| Chillon-Viadukt               | 24 | Viaduc de Chillon                       | 104      | 2150  | Poutre-caisson Béton précontraint                                              | autoroute A9 Route européenne 27 Route européenne 62           | 1969 | Montreux 46° 25′ 00,2″ N, 6° 55′ 45,6″ E         | Vaud                         |            |
|                               | 25 | Viaduc du Creugenat                     | 104      | 559   | Poutre-caisson Béton précontraint                                              | autoroute A16 Route européenne 27 Creugenat – Rue du Creugenat | 2010 | Porrentruy 47° 23′ 52,8″ N, 7° 01′ 52,2″ E       | Jura                         | [ 11 ]     |
| Innbrücke Vulpera/Tarasp      | 26 | Nouveau pont sur l'Inn à Vulpera        | 104      | 236   | Poutre-caisson Béton précontraint                                              | Inn                                                            | 2010 | Scuol 46° 47′ 21,5″ N, 10° 16′ 55,8″ E           | Grisons                      | [ 12 ]     |
| Langwieser Viadukt            | 27 | Viaduc de Langwies                      | 100      | 287   | Arc Béton, tablier porté                                                       | Ligne Coire – Arosa Plessur                                    | 1914 | Langwies 46° 49′ 03,4″ N, 9° 42′ 18,4″ E         | Grisons                      |            |
| Rheinbrücke Tamins            | 28 | Pont de Reichenau                       | 100      | 158   | Arc Béton, tablier porté                                                       | Dahlienstrasse Rhin                                            | 1962 | Tamins 46° 49′ 42,7″ N, 9° 24′ 54,9″ E           | Grisons                      |            |
| Viaduc d'Yverdon              | 29 | Viaduc d'Yverdon                        | 32       | 3155  | Poutre-caisson Béton précontraint                                              | Autoroute A5 Plaine de l'Orbe                                  | 1984 | Yverdon 46° 46′ 26,8″ N, 6° 37′ 31,9″ E          | Vaud                         |            |